# Ailsa Marshall
Ailsa Marshall, née le 14 mai 1978, est une top-model britannique, qui apparaît au cinéma et dans quelques séries télévisées, telles que Gilmore Girls ou Entourage.

## Filmographie
- 2003 : La Vie avant tout (épisode 3x20 : "Addicted to Love")
- 2005 : Gilmore Girls (épisode 6x04 : "Always a Godmother, Never a God") : Katrinka
- 2007 : Dirt (épisode 1x02 : "Blogan") : Blair Marshall
- 2007 : How I Met Your Mother (épisode 2x18 : "Moving Day") : Fille n°3
- 2007 : Entourage (épisode 3x20 : "Adios, Amigos") : Copine de Nicky
- 2007 : Richard III de Scott Anderson : Lovel
- 2008 : Breathing Room de John Suits : Fourteen (Tonya)
- 2009 : True Blood (épisodes 2x04-05 : "Shake and Fingerpop" et "Never Let Me Go") : Desk Clerk
- 2009 : Baby O de Charles Matthau : Judy Pearce
- 2012 : Act of Valor de Mike McCoy : Femme du LT Rorke